# Tri-Wing

Шлиц Tri-Wing

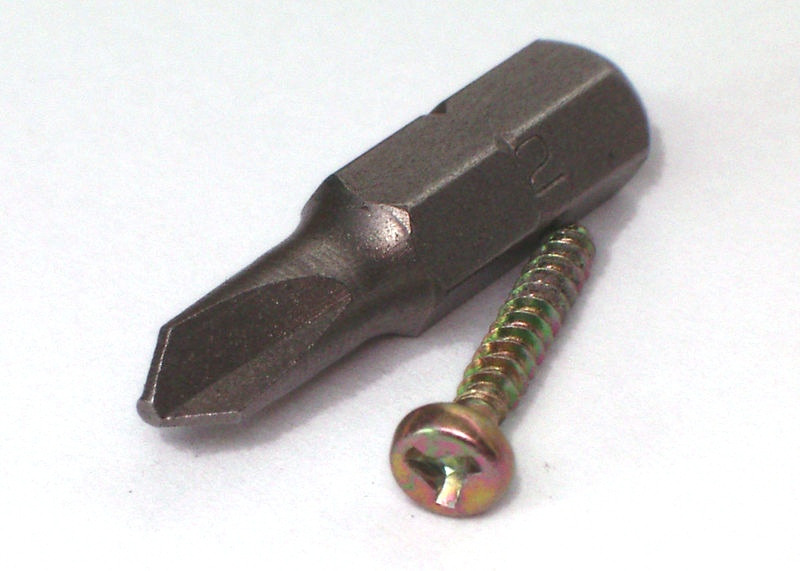
Наконечник отвёртки (бит) и крепёж со шлицем Tri-Wing

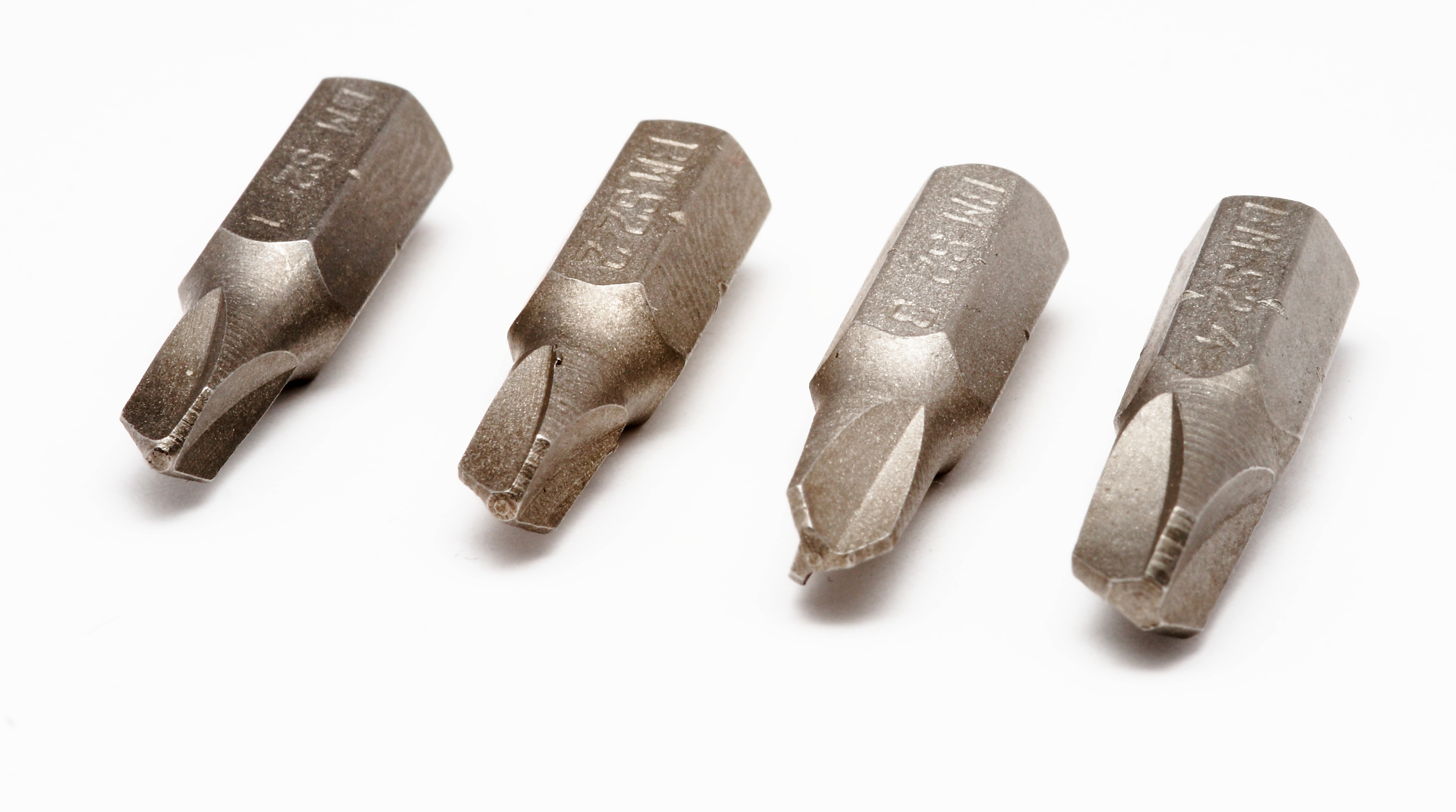
Набор сменных наконечников Tri-Wing с размерами 1, 2, 3, 4

Tri-Wing — зарегистрированная торговая марка, обозначающая специальный «трёхлопастной» вид шлица резьбовых крепёжных изделий и отвёрток для них.

## История
Шлиц был запатентован в 1958 году компанией Phillips Screw Company, одновременно со специальным четырёхлопастным шлицем Torq-Set.

## Описание
Конструкция шлица Tri-Wing имеет сходство с конструкцией Torq-Set в соединении лопастей, которые сходятся не точно в центре шлица, а с некоторым смещением. Такой тип шлица позволяет передавать крутящий момент без осевого давления.

## Маркировка и размеры
Отвёртки имеют маркировку TW с номером шлица — 0, 1, 2, 3, 4, 5 (основные номера); 6, 7, 8, 9, 10, 11, 12, 13, 14, 15 (специальные номера); или с размером шлица в долях дюйма — 1/4, 5/16, 3/8, 7/16, 1/2.

## Использование
Первоначально шлиц Tri-Wing использовался в авиакосмической промышленности, в частности — для сборки широкофюзеляжных самолётов, но позднее стал применяться и в других видах производства, например — в изготовлении электронных устройств, также такой вид шлица применяется в зарядных устройствах фирмы NOKIA (с защитой от выкручивания).
Отвёртки с номерами шлица 0, 1, 2, 3, 4, 5 встречаются в свободной продаже.